# Улица Машиностроителей (Ишимбай)
У́лица Машинострои́телей — одна из главных автомагистралей города Ишимбая. Начинается от Кинзебулатовского шоссе, (ИМЗ), завершается у поймы р. Тайрук, пересечением с ул. Марины Расковой. Соединяет промышленную зону (машиностроение, лёгкая промышленность — ИФТИ) с микрорайоными Майский и Тайрук. Пересекается с важными транспортными артериями города: Кинзебулатовское шоссе, дорога на Смакаево, ул. Стахановская, ул. Лермонтова, Некрасова, Чкалова.
Код налогового органа:0261. Код ОКАТО: 80420000000
Название напоминает о том, что «Ишимбай — город промышленный и в нём имеются предприятия и других отраслей, говорят названия улиц: Заводская, Транспортная, Машиностроителей, Индустриальное шоссе» (Вахитова, 2011).

## Почтовый индекс
Почтовый индекс различается в зависимости от нумерации дома.
- Нечётный: (1-61) — 453204
- Нечётный: (63-69), чётный: (94-140) — 453213
- Чётный: (2-92) — 453211

## Транспорт
Автобус № 3, 3а, 4, 8, 9, 11, 12.